# Le Genevois (trein)
Le Genevois was een internationale trein tussen Genève en Parijs. De naam is de Franse aanduiding voor een inwoner van Genève.

## Rapide
In 1965 werd gestart met Le Genevois als rapide tussen Parijs en Genève. De trein was ook toen al een snelle verbinding en werd gereden met RGP 825 treinstellen die tot dan toe in de TEE dienst tussen Frankrijk en Duitsland dienstgedaan hadden.

## TGV
Op 27 september 1981 werd de eerste hogesnelheidslijn in gebruik genomen tussen Parijs en Lyon, met een aftakking bij Mâcon richting Genève. De SNCF begonnen met twee slagen per dag naar Genève wat tot 1986 geleidelijk werd opgevoerd tot vijf slagen per dag. Deze TGV's, waaronder Le Genevois, werden in de dienstregeling als IC opgenomen en kregen, net als de TEE treinen ook allemaal een naam. De dienst werd uitgevoerd met TGV Sud-Est treinstellen.

## EuroCity
Op 31 mei 1987 ging het EuroCity net van start en de Franse spoorwegen besloten de internationale TGV's, waaronder Le Genevois als EuroCity te laten rijden. Op 17 mei 2003 zijn de namen van de EuroCity's tussen Frankrijk en Zwitserland vervallen en is de exploitatie als naamloze TGV voortgezet.